# Šatava
Šatava je jihomoravská říčka o délce necelých 30 km, která pramení u obce Hlína v okrese Brno-venkov a poté teče zhruba jihovýchodním směrem. Protéká Dyjsko-svrateckým úvalem, největším sídlem na toku jsou Hrušovany u Brna. Západně od Uherčic je zaústěna do řeky Svratky. Napájí rybníky Šimlochy a Šejba a od Hrušovan teče po pravém okraji svratecké nivy.
Jako Šatava (či Říčka) je označováno též navazující říční rameno o délce asi 9 km, vyvedené ze Šatavy těsně před jejím ústím do Svratky, tekoucí pak paralelně po jejím pravém břehu přes Vranovice a přírodní rezervaci Plačkův les a říčka Šatava (jedná se vlastně o původní tok Šatavy před regulací) a zaústěné nakonec do Jihlavy krátce před jejím soutokem se Svratkou. Také se tak označuje pravý přítok tohoto ramene, který pramení u Přísnotic.

## Průběh toku
Šatava pramení v lesích přírodního parku Bobrava, severovýchodně od samoty Ve Špidlenách severně od obce Hlína. Zprvu teče na východ a ještě na území parku napájí rybníčky Horní Karhánek a Karhánek (Fialská). Pak se postupně stáčí k jihu a protéká srostlými obcemi Prštice a Silůvky. Pod nimi její tok přesně kopíruje silnice do Mělčan, v poměrně širokém údolí, které se stáčí k jihovýchodu. Tímto směrem pokračuje Šatava přes Mělčany a Bratčice. Pod nimi protéká biotopem Bratčice a podtéká most dálnice D52. Pak pokračuje přes Sobotovice, Ledce a jižně okolo chatových osad Hájky a Šimlochy. Dále napájí rybník Šejba a u Hrušovan ústí do široké nivy řeky Svratky. Zde se stáčí opět k jihu a po zbytek toku teče paralelně se Svratkou, kolem Unkovic a skrz Nosislavský les a níže Uherčický les. Západně od Uherčic je pod uherčickým jezem zaústěna zprava do Svratky.
Významnějšími přítoky jsou zleva Lejtna (vlévá se v Bratčicích) a Syrůvka (v Sobotovicích).
Krátce před koncem hlavního toku je z něj vyvedeno rameno původním neregulovaným korytem Šatavy, které pokračuje na jihozápad okrajem Vranovic a Plačkovým lesem, kde se opět obrací na jih. Z důvodu ohrázování Svratky je toto rameno, zvané rovněž Šatava (nebo Říčka), zaústěno až do Jihlavy, naproti Dolnímu mušovskému luhu.
Šatava protéká katastry obcí Hlína, Prštice, Silůvky, Dolní Kounice, Mělčany, Bratčice, Sobotovice, Ledce, Hrušovany u Brna, Vojkovice, Unkovice, Žabčice, Nosislav, Přísnotice a Uherčice. Vedlejší rameno pak ještě přes Vranovice a Ivaň.